# Nolan D. Pulliam
Nolan D. Pulliam (* 8. Juni 1902 in Purdin, Missouri; † 25. April 1963 in Stockton, Kalifornien) war ein US-amerikanischer Lehrer, Schulleiter, Offizier und Politiker (Demokratische Partei).

## Werdegang
Über das Leben von Nolan D. Pulliam ist nicht viel bekannt. Seinen Bachelor of Arts machte er 1925 am Central College in Missouri. In der Folgezeit zog er nach Arizona und ließ sich dort in Mesa (Maricopa County) nieder. Dort unterrichtete er drei Jahre lang als Lehrer an der High School. Dann wurde er Principal an der Franklin School in Mesa. 1932 wählte man ihn zum Superintendent für den Madison School District in Phoenix (Maricopa County). Während dieser Jahre besuchte er die Stanford University Sommerschule und machte 1932 seinen Masterabschluss. Von 1930 bis 1932 fungierte er als Secretary von der Arizona Education Association und wurde 1938 zum Executive Secretary ernannt. Er diente in dieser Position bis 1942. Zu diesem Zeitpunkt trat er mit dem Dienstgrad eines Majors in die US-Army ein. Nach dem Ende seiner Militärdienstzeit wurde er stellvertretender Superintendent of Public Instruction von Arizona unter E. D. Ring. Nach dessen Amtsende wurde er sein Nachfolger. Im Januar 1947 trat er seinen Posten an, bekleidete diesen aber nur neun Monate lang.
Pulliam war Superintendent vom Stockton Unified School District. Er verstarb 1963 in Stockton an den Folgen eines Herzinfarkts. Sein Leichnam wurde dann dort im Casa Bonita Mausoleum beigesetzt.